# Alfons Lemmens
Alfons Lemmens (Brabante Septentrional, 19 de abril de 1919 - 18 de enero de 2013) fue un futbolista profesional holandés que jugaba en la demarcación de defensa.

## Carrera
Lemmens jugó 23 partidos para el PSV Eindhoven entre 1943 y 1946. 
Lemmens era lo que se conoce como un «hombre de hierro», ya que durante la Segunda Guerra Mundial, y siendo jugador profesional, montaba tres veces por semana en bicicleta desde su casa en Hapert hasta Eindhoven para entrenar y jugar posteriormente los partidos. 
Durante dicha guerra fue empleado de los alemanes en Leipzig. 
Cuando regresó a los Países Bajos, a finales de 1943, pudo debutar con el primer equipo para el PSV el 26 de marzo de 1944, lo cual iba a ser el punto culminante de su carrera. 
El partido de su debut era decisivo por el título, un partido contra el Longa en la ciudad de Tilburgo, aunque el PSV acabó perdiendo por 3-0. 
Después de la guerra y de que Lemmens dejase el PSV, fue fichado por VV Hapert, aunque sin logro alguno puesto que no llegó a jugar ningún partido.

## Clubes
| Club          | País         | Año       |
| ------------- | ------------ | --------- |
| PSV Eindhoven | Países Bajos | 1943-1946 |